# Fabianiszki (Wilno)
Fabianiszki (lit. Fabijoniškių seniūnija, Fabijoniškės) – prawobrzeżna  dzielnica administracyjna Wilna, położona na terenach dawnej wsi, później osady - tuż za północnymi rogatkami Wilna.

## Historia
Budowa dzielnicy rozpoczęła się w 1986 (pierwsze mieszkania oddano rok później) według projektu Kazimierasa Balėnasa i Genovaitė Balėnienė. Na Fabianiszkach znajduje się Uniwersytet Michała Römera. Dzielnica była planem zdjęciowym dla miniserialu HBO Czarnobyl dla ujęć przedstawiających Prypeć.

## W literaturze
W 2020 roku ukazała się książka Romualda  Mieczkowskiego Były sobie Fabianiszki,  dedykowana zgodnie z ideą krajowości mieszkańcom Fabianiszek - dawnym i obecnym. Akcja opowieści  oparta jest na wspomnieniach autora, mieszkańca Fabianiszek. Zawiera 87 fotografii  dzielnicy wykonanych przez autora w latach 60. XX wieku. Akcja książki kończy w okresie niepodległej Litwy, na początku lat 90. XX wieku. Fabianiszki już nie istnieją. 